# ユリーカ (スキマスイッチの曲)
「ユリーカ」は、スキマスイッチの17枚目のシングル。

## 解説
- 16thシングル「ラストシーン」から約1か月ぶりのリリース。
- 初回生産限定盤・期間生産限定盤・通常盤の3種類同時発売。初回盤のCDはBlu-spec CD仕様であるほか、DVDが付属されている。
- 期間生産限定盤は『宇宙兄弟』描き下ろし紙ジャケット仕様。
- 対象店舗で購入すると「スキマスイッチ直筆メッセージ入り特製アナザージャケット」を先着でプレゼントされた。
- 美吉田月によるカバーが、2013年12月に発売されたアルバム「Ska Flavor loves アニソン！」に収録されている。

## 収録曲
- 全作詞・作曲：スキマスイッチ

### 初回生産限定盤・通常盤
1. ユリーカ
  - 読売テレビ･日本テレビ系アニメ『宇宙兄弟』オープニングテーマ
  - 『宇宙兄弟』のオープニング映像には2人が登場している。
  - 2012 USEN アニメ年間総合ランキングでは11位を記録した。
  - 「ユリーカ」とはギリシャ語で「発見」という意味である。
  - ツアー「スキマスイッチ 10th Anniversary Arena Tour 2013 “POPMAN'S WORLD”」以降、Cメロの歌詞を追加したアレンジが披露されるようになった。
2. きみがいいなら (from「TOUR 2012“musium”」)
  - ライブBlu-ray&DVD『スキマスイッチ TOUR 2012 “musium” THE MOVIE』にも収録。
  - カップリングにライブ音源を収録するのは初である。
3. ガラナ (from「TOUR 2012“musium”」)
  - 『スキマスイッチ TOUR 2012 “musium” THE MOVIE』未収録。
4. ユリーカ (backing track)

### 期間生産限定盤
1. ユリーカ
2. きみがいいなら (from「TOUR 2012“musium”」)
3. ガラナ (from「TOUR 2012“musium”」)
4. ユリーカ (anime ver.)
5. ユリーカ (backing track)

## 初回特典DVD収録内容
1. 「ユリーカ」ビデオクリップ
2. 「スキマスイッチ2012年宇宙の旅!?」

## 初回特典DVD
1. 「アカツキの詩 (single version)」ビデオクリップ
  - 初のアニメーション作品となっており、アニメーションには2人も登場している。
2. 実録! 「夕間暮れ」〜完成への道のり〜
3. アルバム予告編映像「ナビゲーション・オブ・夕風ブレンド」

## 7inchアナログ盤
- 2012年にリリースした17thシングル「ユリーカ」のアナログ盤。
- 自身が立ち上げたアナログ専門レーベル「KU-KAN RECORDS」からの第四弾リリース作品[1]。
- 完全限定盤。
- 33回転仕様。
- 「雨待ち風 / 青春騎士(ナイト)」、「アカツキの詩 / 君曜日」との同時リリース。
- 2020年2月～9月にリリースされた全25タイトルの「特典引換券」を集めて送ることで7インチ収納BOXがプレゼントされる。

### 収録曲
全作詞・作曲：スキマスイッチ

#### SIDE A
1. ユリーカ

#### SIDE B
1. きみがいいなら（from「TOUR 2012″musium”」）

## ライブ映像作品
| 曲名           | 発売年 | 作品名                                                                           |
| -------------- | ------ | -------------------------------------------------------------------------------- |
| ユリーカ       | 2013年 | Augusta Camp 2012 in YOKOHAMA 〜OFFICE AUGUSTA 20TH ANNIVERSARY〜                |
| ユリーカ       | 2013年 | ap bank fes '12 Fund for Japan                                                   |
| ユリーカ       | 2013年 | スキマスイッチ TOUR 2012-2013“DOUBLES ALL JAPAN”THE MOVIE                        |
| ユリーカ       | 2014年 | スキマスイッチ 10th Anniversary Arena Tour 2013 “POPMAN'S WORLD”THE MOVIE        |
| ユリーカ       | 2014年 | Sukimaswitch in Augusta Camp 2013                                                |
| ユリーカ       | 2014年 | スキマスイッチ 10th Anniversary “Symphonic Sound of SukimaSwitch” THE MOVIE      |
| ユリーカ       | 2015年 | スキマスイッチ TOUR 2015 “SUKIMASWITCH”-SPECIAL-THE MOVIE                        |
| ユリーカ       | 2016年 | スキマスイッチ TOUR 2016 “POPMAN'S CARNIVAL” THE MOVIE                           |
| ユリーカ       | 2019年 | SUKIMASWITCH TOUR 2018 "ALGOrhythm" THE MOVIE                                    |
| ユリーカ       | 2019年 | SUKIMASWITCH 15th Anniversary Special at YOKOHAMA ARENA 〜Reversible〜 THE MOVIE |
| ユリーカ       | 2020年 | Sukimaswitch Official Fanclub DELUXE presents TOUR 2016“POPMAN’S CARNIVAL”Vol.0  |
| ユリーカ       | 2021年 | スキマスイッチ2021ライブ&ドキュメンタリーfor DELUXE                              |
| ユリーカ       | 2022年 | スキマスイッチ “Soundtrack” THE MOVIE                                            |
| ユリーカ       | 2024年 | Augusta Camp 2023 〜SUKIMASWITCH 20th Anniversary〜                              |
| ユリーカ       | 2025年 | スキマフェス                                                                     |
| きみがいいなら | -      | →「 きみがいいなら#ライブ映像作品 」を参照                                       |
| ガラナ         | -      | →「 ガラナ#ライブ映像作品 」を参照                                               |

## 収録アルバム
| 曲名           | 発売年 | 作品名                                                                 | 分類         |
| -------------- | ------ | ---------------------------------------------------------------------- | ------------ |
| ユリーカ       | 2012年 | DOUBLES BEST                                                           | ベスト       |
| ユリーカ       | 2013年 | POPMAN'S WORLD〜All Time Best 2003-2013〜                              | ベスト       |
| ユリーカ       | 2013年 | スキマスイッチ TOUR 2012-2013“DOUBLES ALL JAPAN”                       | ライブ       |
| ユリーカ       | 2014年 | スキマスイッチ 10th Anniversary Arena Tour 2013 “POPMAN'S WORLD”       | ライブ       |
| ユリーカ       | 2014年 | スキマスイッチ 10th Anniversary “Symphonic Sound of SukimaSwitch”      | ライブ       |
| ユリーカ       | 2015年 | スキマスイッチ TOUR 2015 “SUKIMASWITCH”SPECIAL                         | ライブ       |
| ユリーカ       | 2016年 | スキマスイッチ TOUR 2016 “POPMAN'S CARNIVAL”                           | ライブ       |
| ユリーカ       | 2017年 | re:Action                                                              | コンセプト   |
| ユリーカ       | 2018年 | SUKIMASWITCH TOUR 2018 "ALGOrhythm"                                    | ライブ       |
| ユリーカ       | 2019年 | SUKIMASWITCH 15th Anniversary Special at YOKOHAMA ARENA 〜Reversible〜 | ライブ       |
| ユリーカ       | 2021年 | SUKIMASWITCH Anime Songs                                               | プレイリスト |
| きみがいいなら | -      | →「 きみがいいなら#収録アルバム 」を参照                               |              |
| ガラナ         | -      | →「 ガラナ#収録アルバム 」を参照                                       | -            |